# Ábrahámhegy
Ábrahámhegy je obec v Maďarsku ve Veszprém v okrese Tapolca.

## Poloha
Ábrahámhegy leží u jezera Balaton. Prochází jím silnice spojující Keszthely a Veszprém. Kesthely je vzdáleno 32 km, Veszprém 51 km.

## Galerie

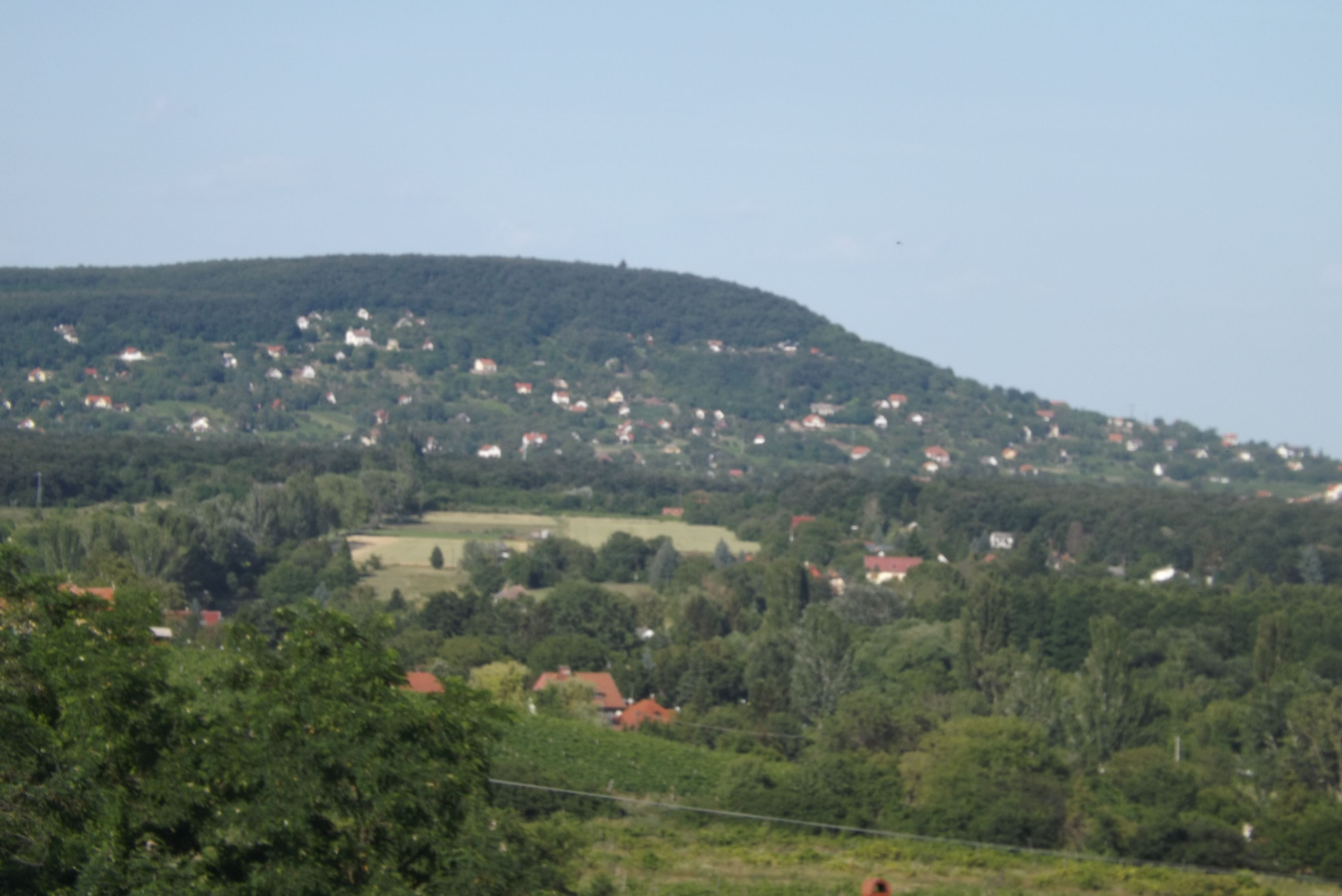
Ábrahámhegy z dálky
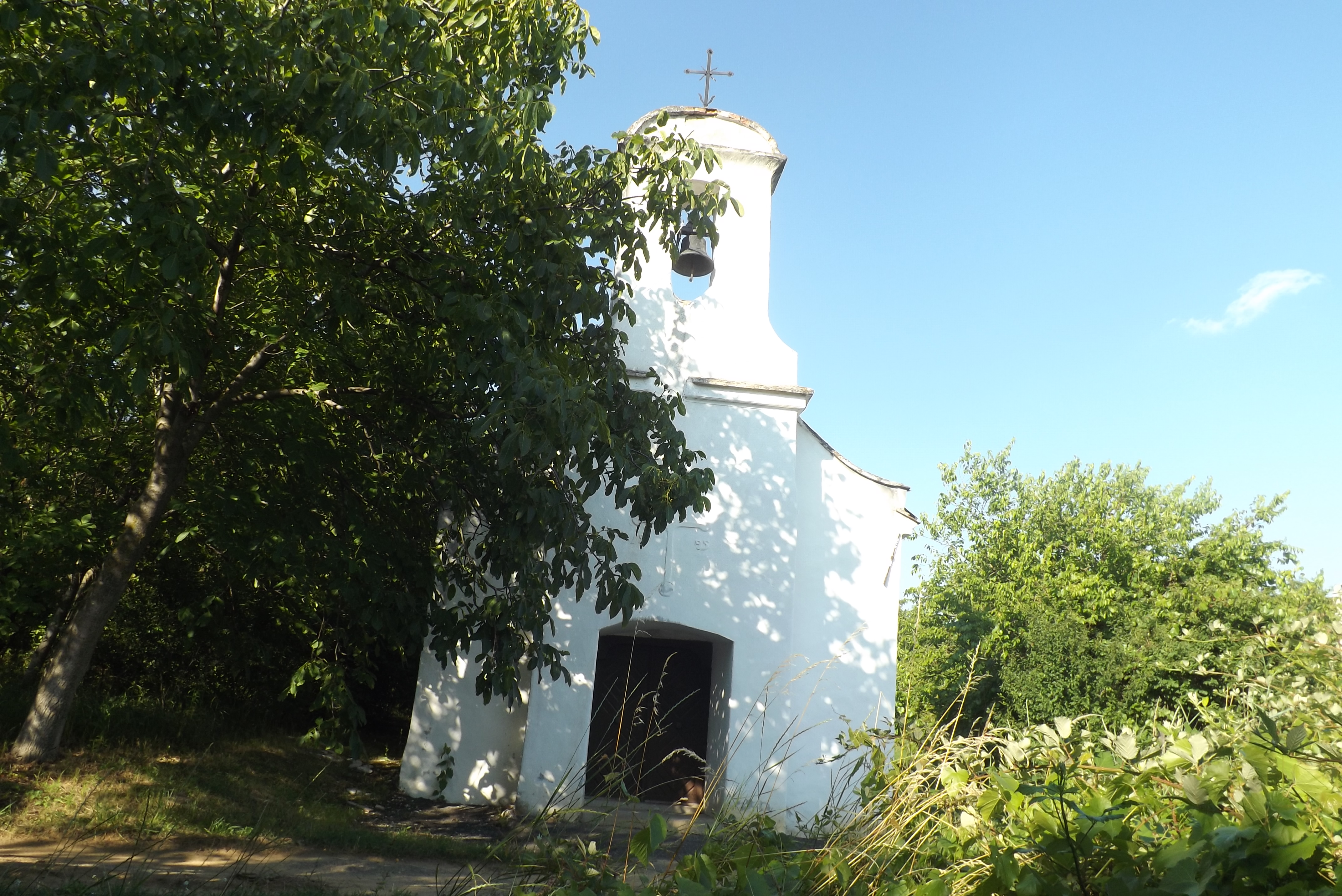
Kaple v Ábrahámhegy